# 前浜貝塚
前浜貝塚（まえはまかいづか）は、宮城県気仙沼市本吉町に所在する縄文時代後期から晩期にかけての貝塚である。1980年（昭和55年）5月1日に当時の本吉郡本吉町の史跡に指定された。現在は気仙沼市指定史跡。

## 地理
南三陸海岸の標高9メートルから26メートルの低い台地上に立地している。2011年3月11日の東日本大震災では、標高20メートル付近まで津波が到達し、遺跡の約半分が浸水した。

## 発掘調査
1978年（昭和53年）10月13日に、本吉町教育委員会の文化財パトロール事業として試掘調査が行われた。表土下約10センチメートルで貝層が現れ、人骨が埋葬されていることが確認され、直ちに埋め戻された。試掘調査の事後処理を兼ねた最小限度の緊急調査が、本吉町教育委員会を調査主体者、宮城県教育庁文化財保護課を調査担当者として、1978年11月29日から12月2日までの4日間にわたって実施された。調査面積は1.2×2.0メートルの2.4平方メートルである。
調査の結果、土壙墓から15〜17歳の青年女性屈葬人骨1体、人骨頭蓋上位からオス成犬1体、土壙墓に近接した甕棺墓からは月齢10ヶ月半ばの胎児骨1体が検出された。土壙墓・甕棺墓内の埋土中と見られる土器片から、縄文時代晩期中葉とされた。発掘調査報告書は1979年7月25日に宮城県本吉町教育委員会から発行された。

## その後の調査研究
最小限度の緊急調査という性格上、事実関係にあいまいさを残し、種々の解釈を生みだすことになった。2010年に東北歴史博物館では事実関係の基礎的調査を行い、2011年には財団法人斎藤報恩会から学術研究助成を受け、2012年4月から3月までの1年間、自然科学の分析を取り入れた学際的な調査研究を行った。
その結果、甕棺墓は埋設土器付着炭化物の放射性炭素年代測定および土器の型式学的検討から縄文時代後期中葉、女性人骨・犬骨は後期後葉から晩期初頭に属することが明らかとなった。女性人骨頭蓋の前頭・頭頂部における骨破損は外板剥離を伴うものであり、犬埋葬時に外力が加わったために生じた可能性が強いことが示された。また、骨端部癒合の程度から13〜18歳女性、寛骨耳状面前下部の骨形態から妊娠出産痕はないとされた。ミトコンドリアDNA分析は鑑定に堪える充分な試料を得ることができなかった。食性分析では、人骨は陸獣動物の食性に近く、犬骨は海生魚類に近い結果が得られた。北方民族の犬の飼育に魚のアラが用いられる例に近似していることが指摘された。